# Francis Chapelet
Francis Chapelet es un organista francés nacido en París  en 1934.

## Biografía
Al acabar sus estudios musicales en el Conservatorio Nacional de París, donde cosechó los primeros premios de órgano, improvisación y armonía, quedó durante mucho tiempo como titular del órgano de San Severino de París. 	Miembro de las dos comisiones de protección de órganos del Ministerio de Cultura, ha sido el verdadero descubridor del órgano hispánico, dando a conocer la música de órgano a través de numerosos discos premiados. Es asimismo el principal impulsor del renacimiento del estudio e interpretación del llamado órgano ibérico, y gracias a su iniciativa se han recuperado numerosos órganos por toda la geografía española (Tierra de Campos, Aragón, Murcia). 
Durante veinte años fue catedrático de Órgano en el Conservatorio Nacional de Burdeos y director de la Academia Internacional de Órgano en Tierra de Campos (Palencia) que creara en 1978
Liberado ahora de todos estos cargos, Francis Chapelet sigue desarrollando su actividad de concertista internacional, colaborando en las campañas de investigaciones organísticas en América Latina.
Después de superar los problemas que supone una vida aventurera, secuelas en un hombro lesionado durante un temporal en el Atlántico, Francis Chapelet descansa ahora donde están sus raíces: la bella provincia del Périgord, en el suroeste de Francia así como en su país adoptivo, España.
Es miembro correspondiente de la Real Academia de Bellas Artes de San Fernando y organista honorario de Saint Séverin en París, así como de San Giovanni dei Fiorentini en Roma.
Es hijo del pintor de marinas Roger Chapelet.

## Discografía
- Collection "Orgues Historiques" : Covarrubias réf: HMO n.º 7 Improvisations et Correa de Arauxo, Cabanilles...
- Collection "Orgues Historiques" : Salamanque réf: n°10 Improvisations
- Collection "Orgues Historiques" : Frederiksborg - Sweelink et improvisations Réf: HM n°16
- Collection "Orgues Historiques" : Tolède - Improvisations réf: HM 4519.1.24
- Collection "Orgues Historiques" : Ciudad Rodrigo - Cabezon, Anonymes, Correa de Arauxo, Narvaez, T.L.de Santa Maria... Réf: HM n°14
- Collection "Orgues Historiques" : Trujillo - Improvisations réf: HM 4511 n° 18
- Collection "Orgues Historiques" : Lisbonne - Improvisations réf: HM 4517 n° 1.22
- Collection "Orgues Historiques" : Roquemaure - Suite de danses, Attaingnant, Buxtehude, L.Couperin, Swellinck réf: HM4520
- Orgue Renaissance de Roquemaure - Swellink, Scheidt, Buxtehude, L.Couperin, M.Lanes réf: HM 932
- Aux orgues d'Espagne de Trujillo, Salamanque, Covarrubias et Ciudad Rodrigo - Antonio de Cabezon réf: HM Opus 15
- Orgues de Lisbonne - Araujo, Cabanilles, Correa de Arauxo ... réf: HM 704
- Orgues des Baléares - Swellinck, Scheidt, Boehm, Fischer, Pachelbel, Scheidemann réf: HM 948
- Collection "Grands Organistes" Reprise de pièces de Lisbonne, Salamanque, Trujillo, Covarrubias et Fredericksborg réf: HM 34757
- Coffret: Orgues d'Espagne - Aux orgues de Salamanque, Trujillo, Tolède, Covarrubias, Palma de Majorque réf: HM765
- Collection "Orgues Historiques" n°9 - Orgue de Carpentras (P.Quoirin 1974) Cabanilles, P.Bruna, Scheidt, J.S.Bach.
- CD - Orgues Historiques d'Europe - Baléares, Trujillo, Covarrubias - 2CD réf: HMA 1901226 et HMA 1901225.
- L'orgue contemporain à Notre Dame de Paris - ETNA 71 (en collaboration avec Haroun Tazieff) réf: FY Solstice SOCD 192
- El Órgano Castellano - Abarca de Campos et Frechilla - Anonymes, Soto de Langa, Cabezon, M.Lopez, Cabanilles... réf: Valois V4653
- Les chemins de l'orgue en Aquitaine - Orgues de Montpon-Ménestérol et Vanxains, Échourgnac, Chantérac.
- Abbatiale Sainte Croix de Bordeaux - Orgue Dom Bedos - F.Couperin, Grigny, Guilain, Dandrieu et improvisation
- Orgue de Grignan - En live Dandrieu, Correa de Arauxo, Swellinck, J.S.Bach et improvisations.
- Musiques pour deux orgues à la cathédrale de Cusco - (avec Uriel Valadeau) L.Couperin, Soto de Langa, Cabezon, Pasquini ...
- Collection "Orgues Historiques Nº 10.Orgues de Castille vol.1": Villasandino. Melgar de Fernamental. HM 1.208 Antonio de Cabezón. Miguel López. François Roberday. Francisco Correa de Arauxo. Antonio

```
 Mestres y Narcís Casanoves. Enregistrement Juillet 1977. Harmonia Mundi.S.A. Saint Michel de Provence.1978.
```